# Slæb
Et slæb er et langt stykke af en kjole eller skørt der går ned på jorden og slæber efter bæreren. Det er en almindelig del af kvinders hofbeklædning, aften- eller brudekjole.
Store voluminøse slæb bruges især ved kongelige bryllupper, som det blandt andet sås ved brylluppet mellem Prins Harry og Meghan Markle i 2018.
I den romersk katolske kirke er cappa magna (bogstavelig talt "stor kappe") en form for kappe som kan bæres af særlige kardinaler, biskopper og æresprælater.